# Nagy Ignác (esperes)
Nagy Ignác (Szombathely, 1844. április 15. – Rohonc, 1907. augusztus 2.) teológiai doktor, római katolikus esperes-plébános.

## Életútja
Felszenteltetett 1867. június 21-én. Segédlelkész volt Szenteleken (Vas megye), 1868-ben Kőszegen, plébános 1874-ben Felsőőrön és 1886-tól Rohoncon (Vas megye), 1894-től egyszersmind esperes. 1906-ban az Isteni Üdvözítőről nevezett Nővérek rohonci társasházának igazgatója, zárdaiskolát (óvoda, elemi és polgári iskola) alapított. 
A Magyarország Vármegyéi és városai c. gyűjteményes munka Vasvármegye c. kötetében (Bpest, 1898) Rohoncot írta le.

## Munkái
- Egyházi ima- és dal-füzér. A kath. hivek használatára. Felső-Eőr, 1881. (3. kiadását sajtó alá rendezte Luka József, felső-eőri r. kath. kántor-tanító. Felső-Eőr. 1890.)
- Geschichte der Adam Hauserischen Armenstiftung zu Rohoncz von der Entstehung bis zur Gegenwart zusammengesetzt aus Documenten und anderen Schriften, welche im Pfarrarchive aufbewahrt werden. Felső-Eőr, 1891.